# Peter Below
Peter Below (* 7. Dezember 1942; † 10. Oktober 2022) war ein Fußballtorwart, der in der DDR-Oberliga beim SC Neubrandenburg und bei Hansa Rostock spielte.

## Sportlicher Werdegang
Nachdem Below bei Motor Stralsund zum Fußballtorwart ausgebildet worden war, wechselte er zu Beginn der Fußballsaison 1962/63 im Alter von 19 Jahren zur BSG Einheit Greifswald, deren 1. Männermannschaft in der zweitklassigen DDR-Liga spielte. Dort war bisher der 30-jährige ehemalige Oberliga-Torwart von Empor Rostock Kurt Lippert Stammspieler gewesen. Bereits am 23. September 1962, dem 5. Spieltag der DDR-Liga, wurde Below im Tor der Greifswalder aufgeboten. Mit seinem 4. Einsatz am 16. Spieltag löste er Lippert mit 10 aufeinanderfolgenden Spielen als Stammtorhüter ab. In der folgenden Saison 1963/64 stand Below in 24 von 30 Punktspielen im Greifswalder Tor, ehe er nach weiteren fünf Einsätzen zu Beginn der Spielzeit 1964/65 im September 1964 zum Oberliga-Neuling SC Neubrandenburg wechselte.
Die Neubrandenburger hatten mit ihren bisherigen Torhütern Gert Jüsgen und Uwe Bengs in den ersten sechs Punktspielen bereits 17 Gegentore einstecken müssen und erhofften sich von Below, der in Greifswald gute Leistungen gezeigt hatte, mehr Stabilität in der Abwehr. Zunächst gab Below tatsächlich Anlass zur Hoffnung. Nachdem er bereits ab Oktober einige Spiele im Olympiapokal (Überbrückungsrunde wegen des Olympiafußballturniers) für Neubrandenburg absolviert hatte, titelte das Deutsche Sportecho nach dem 2:0 des SC Neubrandenburg am 1. November 1964 beim SC Cottbus „Below hielt einfach alles“. Sein erstes Oberligaspiel bestritt Below am 15. November 1964 in der Begegnung Empor Rostock – SCN (2:1). Bis zum Jahresende stand Below in 20 Punktspielen im Neubrandenburger Tor, konnte aber doch nicht verhindern, dass seine Mannschaft am Ende mit 58 Gegentreffern die schlechteste Abwehr aller Oberligateams hatte und nach nur einer Saison wieder in die DDR-Liga absteigen musste.
Below blieb auch noch die Liga-Saison 1965/66 in Neubrandenburg, danach wechselte er für eine Spielzeit zum Liga-Konkurrenten Stahl Eisenhüttenstadt. Nach dem Ende der Saison 1966/67 kehrte Below in die Oberliga zurück und nahm bei Hansa Rostock die Position des 2. Torwarts hinter Jürgen Heinsch ein. Dort kam er am 17. September 1969 zu einem internationalen Einsatz in der 1. Runde im Messepokal gegen Panionios Athen (3:0) und 12 Oberliga-Einsätzen, bevor er 1974 mit 31 Jahren seine leistungssportliche Laufbahn beendete.
| Laufbahn in der Übersicht | Laufbahn in der Übersicht | Laufbahn in der Übersicht |
| ------------------------- | ------------------------- | ------------------------- |
| bis 1962                  | Motor Stralsund           | Nachwuchs, II.DDR-Liga    |
| 1962–1964                 | Einheit Greifswald        | DDR-Liga                  |
| 1964–1966                 | SC Neubrandenburg         | Oberliga, DDR-Liga        |
| 1966–1967                 | Stahl Eisenhüttenstadt    | DDR-Liga                  |
| 1967–1970                 | Hansa Rostock             | Oberliga                  |
| 1970–1974                 | Hansa Rostock II          | DDR-Liga                  |